# Frédéric Tranchand

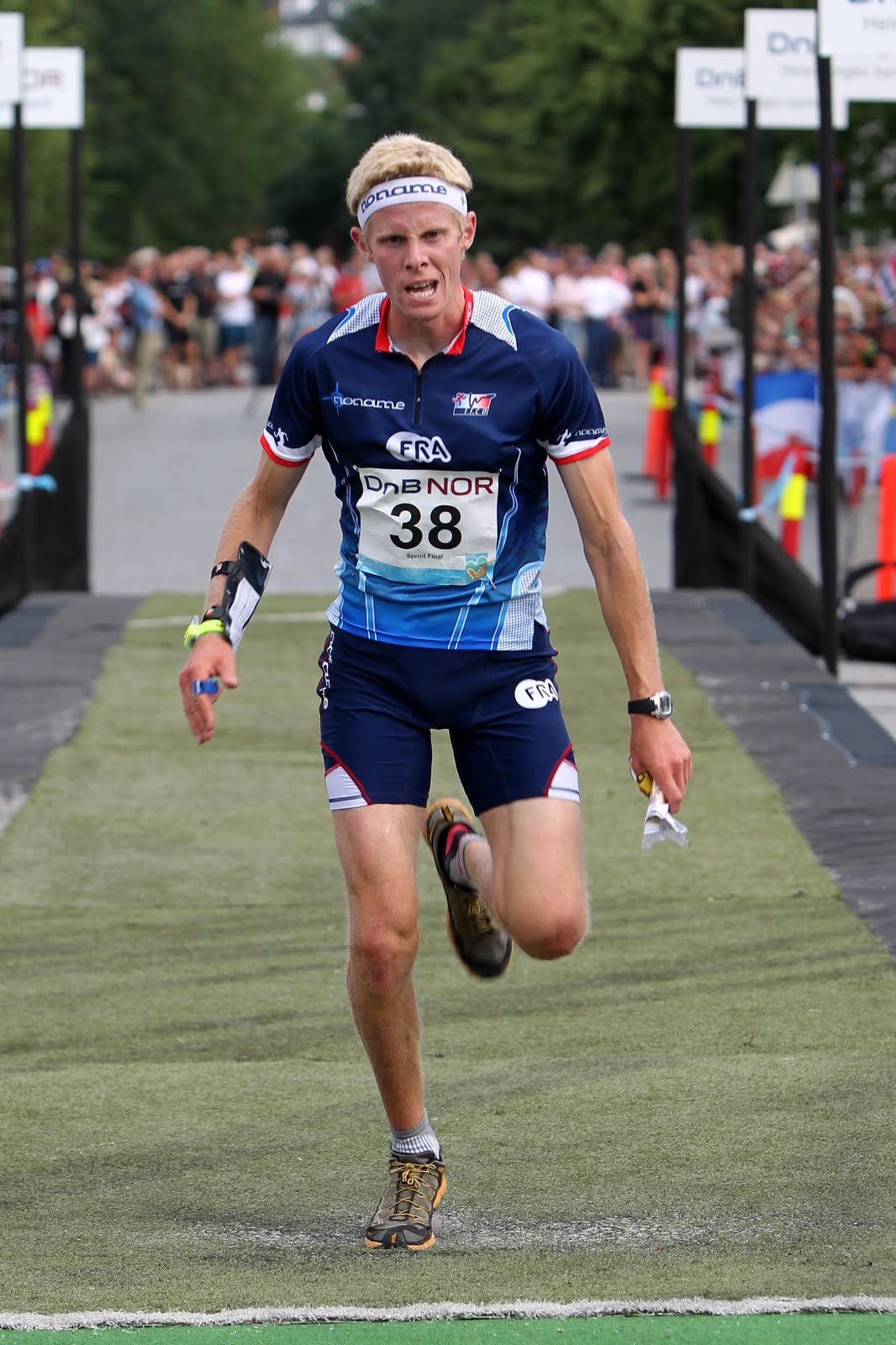
Frédéric Tranchand bei der Weltmeisterschaft 2010 in Trondheim

Frédéric Tranchand (* 25. Mai 1988) ist ein französischer Orientierungsläufer, der 2010 die Bronzemedaille bei der Weltmeisterschaft im Sprint gewann.
Tranchand startete zwischen 2006 und 2008 dreimal an Junioren-Weltmeisterschaften und konnte dabei mit einem elften Platz über die Langdistanz 2008 sein bestes Einzelresultat aufstellen. 2008 lief er auch erstmals bei Aktiven-Wettkämpfen, beim Europameisterschafts-Sprint 2008 in Ventspils belegte er den 31. Platz. 2009 startete Tranchand erstmals bei Weltmeisterschaften, scheiterte jedoch in der Sprint-Qualifikation. Bei den Europameisterschaften 2010 im bulgarischen Primorsko gewann er mit Philippe Adamski und Thierry Gueorgiou in der Staffel Silber. Die große Überraschung landete er schließlich bei den Weltmeisterschaften 2010 in Trondheim, als er die Bronzemedaille im Sprint hinter den Schweizern Matthias Müller und Fabian Hertner gewann.

## Platzierungen
| | Weltmeisterschaften | Weltmeisterschaften | Weltmeisterschaften | Weltmeisterschaften | Europameisterschaften | Europameisterschaften | Europameisterschaften | Europameisterschaften | World Games | World Games | World Games | Nord. Meisterschaften | Nord. Meisterschaften | Nord. Meisterschaften | Nord. Meisterschaften | Nat. Meisterschaften | Nat. Meisterschaften | Nat. Meisterschaften | Nat. Meisterschaften | GWC  |
| Jahr | Sp                  | MD                  | LD                  | St                  | Sp                    | MD                    | LD                    | St                    | Sp          | MD          | St          | Sp                    | MD                    | LD                    | St                    | Sp                   | MD                   | LD                   | St                   | GWC  |
| --- | ------------------- | ------------------- | ------------------- | ------------------- | --------------------- | --------------------- | --------------------- | --------------------- | ----------- | ----------- | ----------- | --------------------- | --------------------- | --------------------- | --------------------- | -------------------- | -------------------- | -------------------- | -------------------- | ---- |
| 2008 |                     |                     |                     |                     | 31.                   |                       |                       |                       |             |             |             |                       |                       |                       |                       |                      |                      |                      |                      | 110. |
| 2009 |                     |                     |                     |                     |                       |                       |                       |                       |             |             |             | 17.                   | 84.                   | 55.                   | 18.                   |                      |                      |                      |                      | 70.  |
| 2010 | 3.                  |                     |                     |                     | 23.                   |                       | 22.                   | 2.                    |             |             |             |                       |                       |                       |                       |                      |                      |                      |                      |      |
| 2011 |                     |                     |                     |                     |                       |                       |                       |                       |             |             |             |                       |                       |                       |                       |                      |                      |                      |                      |      |
| Erklärung: GWC = Gesamt-Weltcup / Sp = Sprint, KD = Kurzdistanz, MD = Mitteldistanz, LD = Langdistanz, Kl = Klassische Distanz, E = Einzelwettbewerb , St = Staffel, N = Nacht-OL |                     |                     |                     |                     |                       |                       |                       |                       |             |             |             |                       |                       |                       |                       |                      |                      |                      |                      |      |